# Yasin Yılmaz
Yasin Yılmaz (* 19. Februar 1989 in München) ist ein deutsch-türkischer Fußballspieler.

## Karriere
Yılmaz, der hauptsächlich im zentralen, defensiven Mittelfeld, gelegentlich auch in der Abwehr, eingesetzt wird, begann seine Karriere bei den Münchner Vereinen SF Harteck und SpVgg Feldmoching und spielte anschließend für die Jugend des FC Bayern. 2007 wechselte er zur SpVgg Unterhaching, mit deren A-Jugend er in die U19-Bundesliga aufstieg. In der Spielzeit 2007/08 absolvierte Yilmaz zudem sieben Spiele für die zweite Herrenmannschaft der Hachinger in der damals viertklassigen Bayernliga.
Ab 2008 war der Mittelfeldspieler Stammspieler bei Haching II in der Regionalliga Süd bzw. der Bayernliga. Im Februar 2011 unterschrieb Yilmaz seinen ersten Profivertrag und gehörte ab sofort zum Kader der ersten Mannschaft der SpVgg. Sein Debüt in der 3. Liga gab er beim Nachholspiel des 19. Spieltags, als er gegen die zweite Mannschaft des FC Bayern München eingewechselt wurde. Insgesamt kam Yilmaz in seiner ersten Profi-Saison auf 14 Ligaspiele, wobei er elfmal von Trainer Klaus Augenthaler in die Startelf gestellt wurde.
In der Spielzeit 2011/12 war Yasin Yılmaz unter dem neuen Hachinger Coach Heiko Herrlich zunächst nur Ergänzungsspieler und kam in der Hinrunde nur zu fünf Liga-Einsätzen, wobei er meist wenige Minuten vor Spielende eingewechselt wurde, sowie zu einem Kurzeinsatz im DFB-Pokal gegen den VfL Bochum. Im letzten Hinrundenspiel gegen den 1. FC Saarbrücken erzielte Yilmaz vier Minuten nach seiner Einwechslung den Siegtreffer zum 3:2, was das erste Tor seiner Profi-Karriere bedeutete. Beim darauffolgenden ersten Rückrundenspiel beim 1. FC Heidenheim stand er zum ersten Mal in der Saison in der Startelf der SpVgg, sah jedoch nach einem groben Foulspiel die rote Karte. Insgesamt kam Yilmaz in dieser Spielzeit auf 19 Einsätze in der 3. Liga.
2012/13 war Yılmaz Stammspieler auf der Sechser-Position und erzielte in 34 Ligaspielen vier Tore, darunter seinen ersten Doppelpack im Profibereich beim 4:3-Sieg gegen die zweite Mannschaft von Borussia Dortmund. Vor allem in der Vorrunde zählte er zu den Leistungsträgern der SpVgg, die die Saison schließlich auf dem neunten Platz der 3. Liga abschloss. Nachdem sein Vertrag bei den Hachingern ausgelaufen war, wechselte Yilmaz im Sommer 2013 in die Türkei, zum Zweitligisten Adanaspor. Im Frühjahr 2014 verließ er Adanaspor und wechselte zum Drittligisten Tarsus İdman Yurdu. Diesen Verein verließ er im Mai 2014.
Im Juli 2014 unterschrieb Yılmaz beim fünftklassigen Bayernligisten FC Unterföhring. Für den Verein aus dem Landkreis München erzielte er am 12. Spieltag der Bayernliga Süd einen Doppelpack gegen den 1. FC Sonthofen. Mit dem FCU stieg er am Ende der Saison 2016/17 in die Regionalliga auf. Im Sommer 2017 erfolgte sein Wechsel zum SV Türkgücü-Ataspor München.

## Erfolge
- 2008 stieg Yılmaz im Trikot der SpVgg Unterhaching mit der U19 in die A-Junioren-Bundesliga und mit der zweiten Herrenmannschaft in die Regionalliga Süd auf.
- 2010 gelang Yılmaz bei einem Testspiel der ersten Mannschaft der SpVgg Unterhaching gegen Sparta Rotterdam ein Tor aus 50 Metern, das zum Bayerischen Treffer des Jahres gewählt wurde.[2]
- Yasin Yilmaz hat einmal an einem Lehrgang der türkischen U21-Nationalmannschaft teilgenommen.

## Privates
Yasin Yılmaz hat nach seiner mittleren Reife eine Ausbildung zum Kaufmann für Bürokommunikation absolviert.